# Grupo Caballero

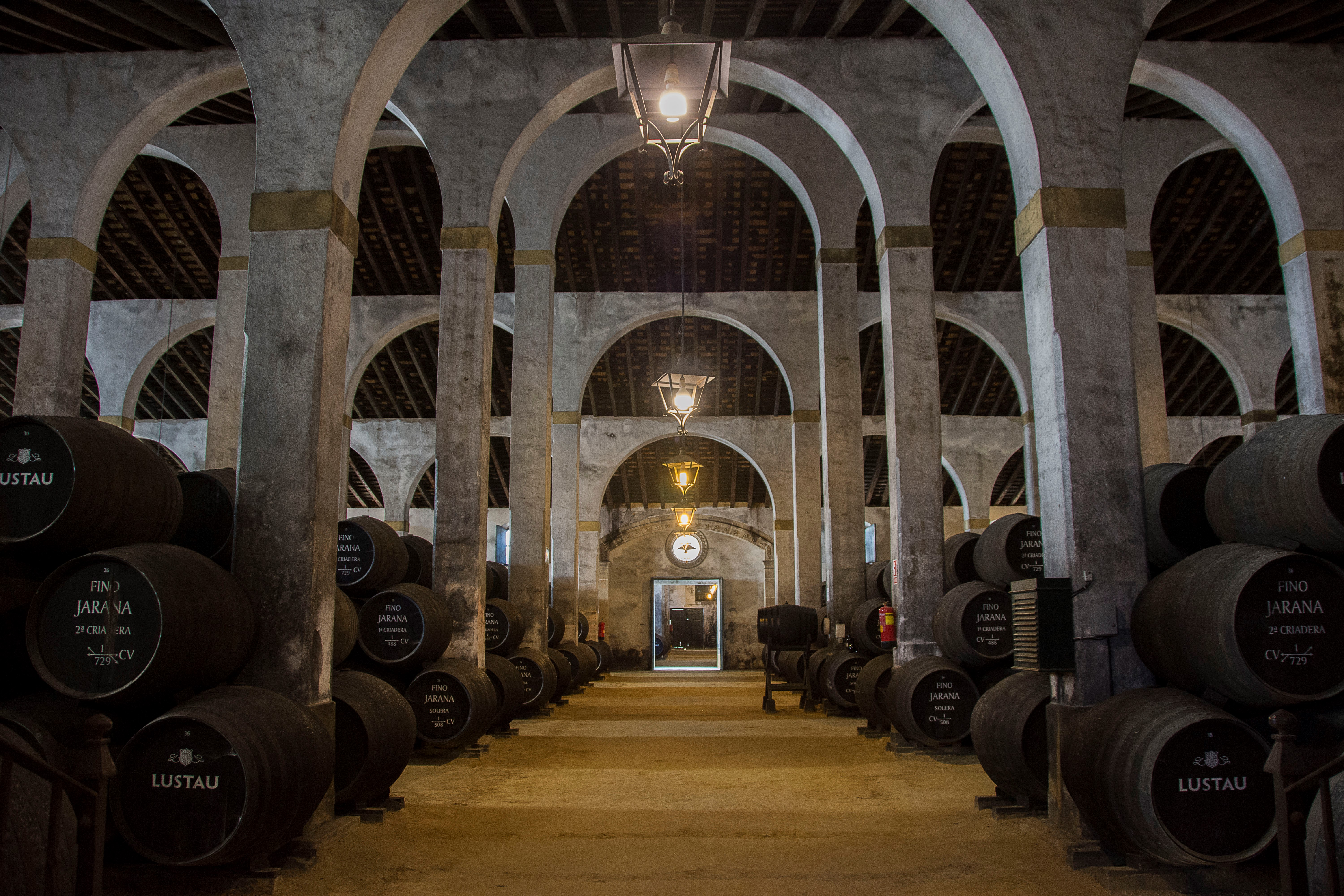
Interior de las bodegas Lustau en Jerez de la Frontera, propiedad del Grupo Caballero.

Grupo Caballero es una empresa bodeguera de carácter familiar fundada en 1830, con sede en el Puerto de Santa María, España, y con presencia en mercados internacionales. Está dedicada a la elaboración y comercialización de bebidas espirituosas y vinos, especialmente vinos de Jerez.

## Historia
La creación de las bodegas Caballero, data de 1830, cuando José Cabaleiro do Lago, originario de Galicia, fundó la primera bodega en la localidad de Chipiona, como derivación del negocio de madera de roble que la familia Cabaleiro poseía en Galicia. Hacia 1870, comenzaron las exportaciones hacia Inglaterra y América y el negocio cambió su nombre por "Antonio Caballero y Sobrinos".
En 1932, la empresa se trasladó desde Chipiona hasta la cercana localidad de El Puerto de Santa María, donde permanece actualmente y adquirieron las Bodegas de José de la Cuesta, fundadas en 1849 y los negocios de John William Burdon, casa fundada en 1821.
Durante los años setenta del siglo XX, los productos del grupo comenzaron a ser conocidos nivel nacional, destacando especialmente el ascenso del Ponche Caballero.
En los años noventa, incorporó las Bodegas Lustau. A partir de entonces, adquirió también bodegas en otras denominaciones de origen españolas y en 1996 compró Destilería Cazalla S.A., dedicada a la elaboración de aguardientes de anís y del licor de guindas Miura.